# Linda Ronstadt
Linda Maria Ronstadt (Linda Susan Maria Ronstadt) (Tucson, Arizona, 1946. július 15. –) többszörös Grammy- és Primetime Emmy-díjas amerikai énekesnő.

## Életpályája
Gilbert Ronstadt (1911–1995) gépkereskedő és Ruth Mary (Copeman) Ronstadt (1914–1982) harmadik gyermekeként született. Négyen voltak testvérek, Gretchen (Suzy), Peter, Linda és Michael.
Muzikális családból származik. Tizenévesen már triót alapítottak két testvérével, Suzyval és Peterrel, The New Union Ramblers néven. Népzenét, country zenét, bluegrasst és mexikói dalokat énekeltek.
Az 1960-as évek közepén a Stone Poneys folk-rock trióban énekelt, amellyel három lemezt adtak ki. Velük volt többek között a Different Drum című slágere. Első szólóalbumát, Hand Sown... Home Grown címmel, 1969-ben adták ki. A harmadik önálló nagylemezének felvételénél egy csoport stúdiózenész kísérte , akik később megalakították az Eagles együttest.
Óriási sikere volt 1975-ben a You're No Good dallal, a Heart Like a Wheel című az albumról. Miközben a korai lemezein főleg a country zene és a country rock befolyásolta, az 1970-es években bővítette a stílusát rock és pop zenével. A Simple Dreams album is nagy siker lett 1977-ben, rajta a Blue Bayou és az It's So Easy számokkal, valamint az ezt követő "Living in the USA" album 1978-ban. Az 1980-as években kísérletezett dzsesszel és latin zenével is.
Két lemezt adott ki közösen Dolly Partonnal és Emmylou Harrisszel (Trio és Trio II). Több filmben is énekelt. 1986-ban több számot énekelt az Egérmese filmben, többek között a Somewhere Out There (Érzem éjjel) című főcímdalt James Ingrammel duettben. A dalt Oscar-díjra is jelölték és az amerikai Billboard listán második helyet ért el.
2011-ben végleg visszavonult a szerepléstől és 2013-ban beszámolt arról, hogy Parkinson-kórban szenved. Már nyolc évvel korábban elvesztette énekhangját, de akkor még nem tudta az okát. Most elmagyarázta, hogy a betegség miatt az izomkontroll megromlik a torokban, és ezáltal az éneklési képesség is.
2014-ben beiktatták a Rock and Roll Hall of Fame-be.

## Diszkográfia (válogatás)
- 1969: Hand Sown... Home Grown
- 1970: Silk Purse
- 1971: Linda Ronstadt
- 1973: Don't Cry Now
- 1974: Heart Like a Wheel
- 1975: Prisoner in Disguise
- 1976: Hasten Down the Wind
- 1977: Simple Dreams
- 1978: Living in the USA
- 1980: Mad Love
- 1982: Get Closer
- 1983: What's New
- 1984: Lush Life
- 1986: For Sentimental Reasons
- 1987: Trio (Dolly Partonnal és Emmylou Harrisszel)
- 1987: Canciones de Mi Padre
- 1989: Cry Like a Rainstorm: Howl Like the Wind
- 1990: Mas Canciones
- 1992: Frenesi
- 1994: Winter Light
- 1995: Feels Like Home (Linda Ronstadt-album)
- 1996: Dedicated to the One I Love
- 1998: We Ran
- 1999: Trio II (Dolly Partonnal és Emmylou Harrisszel)
- 2000: A Merry Little Christmas
- 2004: Hummin' to Myself
- 2006: Adieu False Heart (Ann Savoy-jal)

## Díjai, elismerései
- Grammy-díj (1974, 1976, 1980, 1987, 1988, 1989, 1990, 1992, 1993, 1996, 1999, 2016)
- Latin Grammy-díj (2011)
- Academy of Country Music-díj (1974, 1984)
- Primetime Emmy-díj (1989)
- American Latino Media Arts-díj (2008)
- Arizona Music and Entertainment Hall of Fame (2007)
- 2014: Rock and Roll Hall of Fame

## Fordítás
- Ez a szócikk részben vagy egészben  a   Linda Ronstadt című svéd Wikipédia-szócikk fordításán alapul.  Az eredeti cikk szerkesztőit annak laptörténete sorolja fel. Ez a jelzés csupán a megfogalmazás eredetét és a szerzői jogokat jelzi, nem szolgál a cikkben szereplő információk forrásmegjelöléseként.